# 埃斯特雷 (加来海峡省)
埃斯特雷（法語：Estrée）是法国北部-加来海峡大区加来海峡省的一个市镇，属于蒙特勒伊区埃塔普勒县。该市镇2009年时的人口为290人。

## 人口
埃斯特雷人口变化图示
| 数据来源：INSEE |